# (400231) 2007 EZ172
(400231) 2007 EZ172 es un asteroide perteneciente al cinturón de asteroides, descubierto el 25 de noviembre de 2005 por el equipo del Mount Lemmon Survey desde el Observatorio del Monte Lemmon, Arizona, Estados Unidos.

## Designación y nombre
Designado provisionalmente como 2007 EZ172.

## Características orbitales
2007 EZ172 está situado a una distancia media del Sol de 2,248 ua, pudiendo alejarse hasta 2,479 ua y acercarse hasta 2,018 ua. Su excentricidad es 0,102 y la inclinación orbital 1,297 grados. Emplea 1231,89 días en completar una órbita alrededor del Sol.

## Características físicas
La magnitud absoluta de 2007 EZ172 es 18,1.